# Roy Haynes
Pour les articles homonymes, voir Haynes.
Roy Haynes est un batteur américain de jazz né à Boston (Massachusetts) le 13 mars 1925 et mort le 12 novembre 2024 dans le comté de Nassau (État de New York). 

## Biographie
Roy Haynes a commencé la batterie en autodidacte, puis à partir de 1942, il commence à jouer localement avec des musiciens comme Tom Brown (guitariste de Charlie Christian), le pianiste Sabby Lewis ou le saxophoniste Pete Brown avant d'être appelé en 1945 par Luis Russell pour jouer au New York's Savoy Ballroom.
Durant sa carrière il a joué comme sideman avec de nombreux musiciens : Louis Armstrong, Billie Holiday, Lester Young, Bud Powell, Miles Davis, Charlie Parker, Dizzy Gillespie, Sarah Vaughan, Thelonious Monk, Eric Dolphy, Stan Getz, Lennie Tristano, Sonny Rollins, John Coltrane, Gary Burton, Chick Corea, Pat Metheny, Michel Petrucciani, McCoy Tyner, Dave Holland, John Patitucci, Danilo Pérez, Roy Hargrove, Nicholas Payton, Kenny Garrett, Art Pepper.
Lester Young l'appelait The Royal of Haynes, Charlie Parker disait de lui qu'il était son batteur préféré, et John Coltrane le considérait comme l'un des meilleurs batteurs avec qui il ait joué, il était d'ailleurs le remplaçant favori d'Elvin Jones dans son quartet.
Il a également fait carrière en tant que leader, et a enregistré à ce titre avec d'autres musiciens notables comme Phineas Newborn Jr, Booker Ervin, Roland Kirk, George Adams, Hannibal Marvin Peterson, Ralph Moore ou Donald Harrison.
En 1994, il reçoit le Prix Jazzpar, prix danois récompensant un musicien de jazz pour sa carrière.
Le 31 mars 2009, il est décoré de l’ordre des Arts et des Lettres.
En 2011, il est récompensé du Grammy du couronnement d'une carrière.
Roy Haynes meurt après une brève maladie le 12 novembre 2024 dans le comté de Nassau (État de New York) à l’âge de 99 ans.

### Famille
Roy Haynes est le père du cornettiste Graham Haynes et le grand-père du batteur Marcus Gilmore.

## Équipement

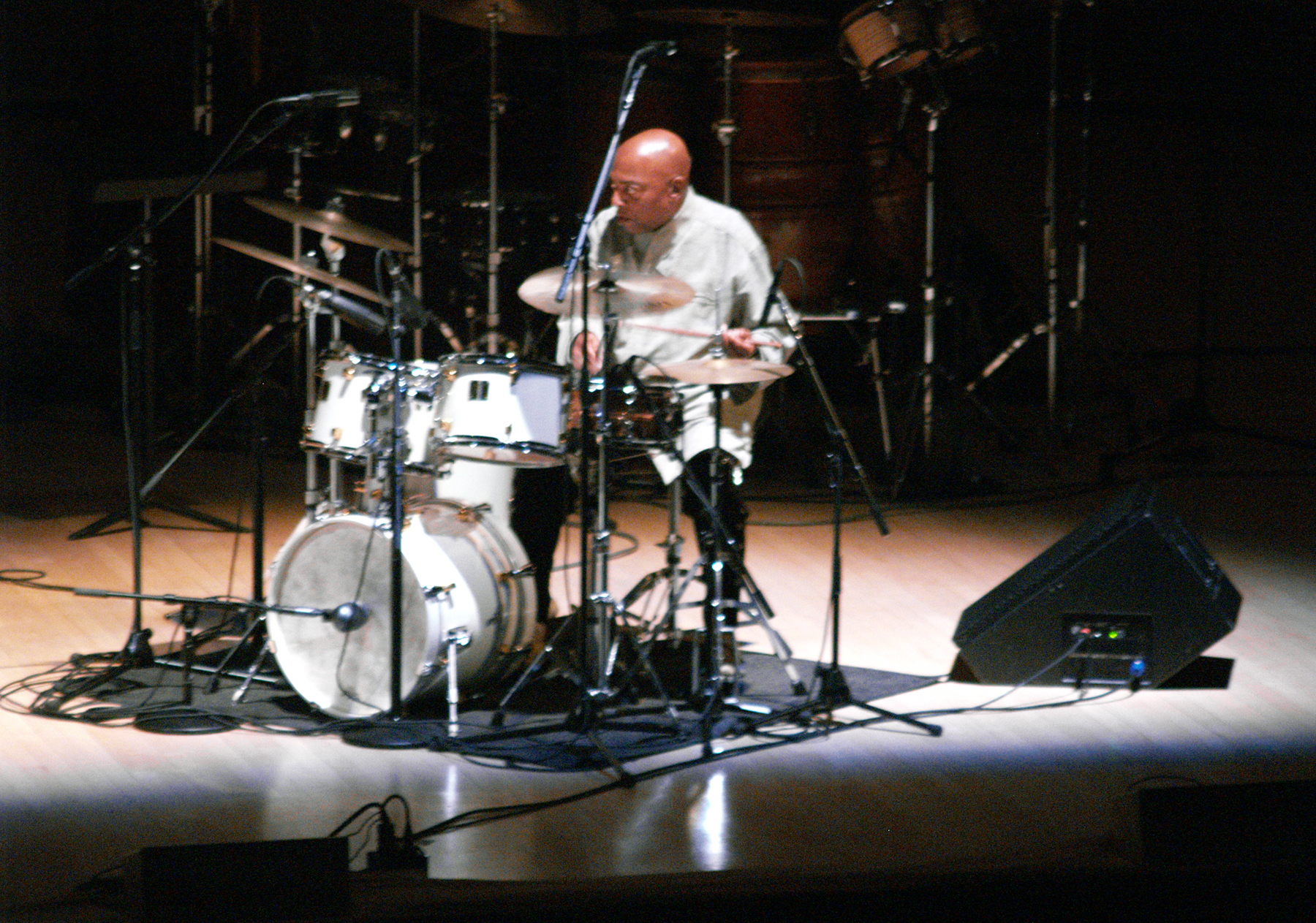
Roy Haynes au Carnegie Hall de New York en 2008.

Kit (2013) : Batterie Yamaha
Cymbales : Zildjian
- 22" K Custom Flat Top Ride
- 19" K Dark Crash Thin
- 14" A Custom Crash
- 20" K Crash Ride

## Discographie

### En tant que leader
- 1954 : Busman's Holiday
- 1954 : Roy Haynes Sextet
- 1956 : Jazz Abroad
- 1958 : We Three[6]
- 1960 : Just Us
- 1962 : Out of the Afternoon (Impulse! Records)
- 1963 : Cracklin'
- 1963 : Cymbalism
- 1964 : People
- 1971 : Hip Ensemble[7], réédité sous le titre Equipoise[8] en 1991, d'après le premier titre du disque
- 1973 : Senyah[9] (Mainstream Records)
- 1976 : Jazz A Confronto vol.29
- 1976 : Sugar Roy
- 1977 : Vistalite
- 1977 : Thank You Thank You
- 1978 : Vistalite
- 1979 : Live at the Riverbop[10], avec R. H. (dr, perc, voc.) Marcus Fiorillo (g), David Jackson (b), Ricardo Strobert (alt. sax., fl.)
- 1986 : True or False
- 1992 : Homecoming
- 1992 : When It's Haynes It Roars
- 1994 : My Shining Hour[11]
- 1994 : Te Vou! (avec Pat Metheny)
- 1998 : Praise
- 2000 : The Roy Haynes Trio
- 2000 : Roy Haynes
- 2001 : Birds of a Feather: A Tribute to Charlie Parker (avec Roy Hargrove, Dave Holland et Kenny Garrett)
- 2003 : Love Letters
- 2004 :  Fountain of Youth
- 2004 : Quiet Fire (Réédition de Thank You Thank You et Vistalite)
- 2006 : Whereas
- 2007 : A Life in Time: The Roy Haynes Story
- 2011 : Roy-Alty, Dreyfus Jazz

### En tant que sideman

#### AvecMiles Davis
- 1951 : Miles Davis and Horns

#### AvecSarah Vaughan
- 1955 : In the Land of Hi-Fi
- 1957 : At Mr Kelly's

#### AvecThelonious Monk
- 1958 : Live at the Five Spot

#### AvecSonny Rollins
- 1957 : The Sound of Sonny
- 1958 : Brass & Trio

#### AvecEddie Lockjaw Davis
- 1960 : Trane Whistle

#### AvecKenny Burrell
- 1959 : A Night at the Vanguard

#### AvecEric Dolphy
- 1960 : Outward Bound[12]
- 1960 : Out There[13]

#### AvecStan Getz
- 1961 : Focus

#### AvecSteve Lacy
- 1961 : The Straight Horn of Steve Lacy

#### AvecOliver Nelson
- 1961 : The Blues and the Abstract Truth
- 1961 : Screamin' the Blues

#### AvecRoland Kirk
- 1962 : Domino

#### AvecMcCoy Tyner
- 1962 : Reaching Fourth
- 1987 : Blues for Coltrane

#### AvecAndrew Hill
- 1963 : Black Fire
- 1963 : Smokestack

#### AvecJohn Coltrane
- 1961 : The Complete 1961 Village Vanguard Recordings[14]
- 1963 : Newport '63

#### AvecChick Corea
- 1968 : Now He Sings, Now He Sobs
- 1982 : Trio Music
- 1986 : "Trio Music - Live in Europe" (recorded in septembre 1984)
- 1987 : Live in Montreux

#### AvecAlice Coltrane
- 1978 : Transfiguration (Live)

#### AvecJohnny Griffin
- 1978 : Birds and Ballads

#### AvecPat Metheny
- 1989 : Question and Answer

#### AvecKenny Barron
- 1994 : Wanton Spirit

#### Avec  Michel Petrucciani et Stephane Grappelli
- 1995 : Flamingo

#### AvecGary Burton
- 1998 : Like Minds

### Fausses indications

#### AvecCal Tjader
Son nom est évoqué sur certaines sources internet, mais il s'agit d'une erreur comme le confirme l'EP Fantasy 4022 qui précise que c'est Armando Peraza qui joue de la batterie.
- 1954: Plays Afro-Cuban : Ritmo Caliente ne fait donc pas partie de sa discographie.